# Karoran
Karoran là một thị trấn thống kê (census town) của quận Rupnagar thuộc bang Punjab, Ấn Độ.

## Nhân khẩu
Theo điều tra dân số năm 2001 của Ấn Độ, Karoran có dân số 20.351 người. Phái nam chiếm 56% tổng số dân và phái nữ chiếm 44%. Karoran có tỷ lệ 65% biết đọc biết viết, cao hơn tỷ lệ trung bình toàn quốc là 59,5%: tỷ lệ cho phái nam là 73%, và tỷ lệ cho phái nữ là 56%. Tại Karoran, 15% dân số nhỏ hơn 6 tuổi.